# Pan Včelka
Pan Včelka (v anglickém originále Bee Movie) je americká animovaná filmová komedie, produkovaná společností DreamWorks Animation. Film režíroval Simon J. Smith a Steve Hickner. Hlavní filmové postavy nadabovali Jerry Seinfeld, Renée Zellweger a Matthew Broderick. Další postavy nadabovali Patrick Warburton, John Goodman a Chris Rock. Film distribuovala Paramount Pictures.

## Obsazení
| Jerry Seinfeld       | Barry Benson         |
| Renée Zellweger      | Vanessa Bloomeová    |
| Matthew Broderick    | Adam Flayman         |
| Patrick Warburton    | Ken                  |
| John Goodman         | Layton T. Montgomery |
| Chris Rock           | Losí Krev            |
| David Moses Pimentel | Hector               |

## Dabing
| Petr Rychlý       | Barry Benson         |
| Hana Ševčíková    | Vanessa Bloomeová    |
| Michal Dlouhý     | Adam Flayman         |
| Lukáš Hlavica     | Ken                  |
| Jiří Hromada      | Layton T. Montgomery |
| Pavel Tesař       | Losí Krev            |
| Tomáš Borůvka     | Hector               |
| Luděk Čtvrtlík    | Andy                 |
| Jiří Knot         | Bukonský             |
| Zdeněk Maryška    | Lou Duva             |
| Jitka Moučková    | Anna/Jeanette        |
| Marcela Nohýnková | soudkyně             |
| Pavel Šrom        | Martin Benson        |
| Dagmar Čárová     | Janet Bensonová      |
| Aleš Procházka    | Čestmír Čmelák       |
| Jiří Prager       | Včelka Ryky          |
| Jan Maxián        | včelař Freddy        |
| Filip Švarc       | Ray Liotta           |
| Bohuslav Kalva    | strýc Carl           |